# Chrétien-Louis-Joseph de Guignes
Pour les articles homonymes, voir Guignes.
Chrétien-Louis-Joseph de Guignes, dit aussi de Guignes fils ou le chevalier de Guignes, né le 20 août 1759 à Paris où il est mort le 9 mars 1845, est un marchand et sinologue français.
Il est le fils de l'académicien et sinologue français Joseph de Guignes. Il apprend le chinois avec son père, puis se rend en Chine où il reste jusqu'en 1801.
Il est correspondant de Condorcet en 1789 et 1791.
Il est interprète de l'ambassadeur néerlandais Isaac Titsingh à la cour de Qianlong en 1794-1795.
En 1793, il est à Canton, où il croit être encore l'envoyé de Louis XVI en Chine. Sept mois après le 21 janvier 1793, il ignore toujours l'exécution du roi.

## Œuvres
- Chrétien-Louis-Joseph de Guignes, Dictionnaire Chinois, Français et Latin, le Vocabulaire Chinois Latin, Paris, Imprimerie Impériale, 1813.
- Chrétien-Louis-Joseph de Guignes, Voyage a Pékin, Manille et l'Ile de France, Paris, Imprimerie Impériale, 1808. v.1, v.2, v.3, v.4 (atlas).
- Autres œuvres sur le Catalogue de la BnF.